# The Book Beri'ah - Yesod
Yesod est le disque numéro 9 du coffret The Book Beri'ah, troisième volet du projet Masada de John Zorn. Il est interprété par le groupe Banquet of the Spirits du percussionniste Cyro Baptista. Il est publié en tant qu'album en septembre 2019.

## Titres
| No | Titre            | Durée |
| -- | ---------------- | ----- |
| 1. | Iggulim          | 5:24  |
| 2. | Nekudim          | 4:05  |
| 3. | Hekhalot Rabbati | 5:07  |
| 4. | Berudim          | 8:19  |
| 5. | Yeshut           | 4:52  |
| 6. | Nischono         | 5:03  |
| 7. | Tehiru           | 4:43  |
| 8. | Dim Yoni         | 5:06  |
| 9. | Teshuvah         | 6:48  |

## Personnel
- Cyro Baptista - percussions
- Brian Marsella - piano, vibraphone
- Shanir Ezra Blumenkranz - basse
- Tim Keiper - batterie